# Cronaca (programma televisivo)
Cronaca è stato un programma televisivo trasmesso da Rai Due nel periodo 1974-1985. Si trattava di una rubrica giornalistica d'inchiesta sociale ideata e prodotta dalla Rai, che ebbe un impatto significativo sulla televisione italiana dell'epoca.

## Storia
Il programma "Cronaca" debuttò sulle reti Rai nel 1974, continuando la sua trasmissione fino al 1985. Fu creato in risposta alle crescenti tensioni sociali degli anni '70 in Italia, che portarono alla richiesta di un giornalismo più partecipativo e inclusivo.
"Cronaca" divenne rapidamente noto per la sua capacità di affrontare temi delicati e controversi della società italiana, mettendo in luce le realtà nascoste e dando voce a coloro che erano spesso ignorati dai media tradizionali.

## Contenuti e Formato
La rubrica "Cronaca" si distinse per il suo approccio innovativo all'inchiesta giornalistica. Oltre a coinvolgere attivamente i protagonisti delle realtà sociali nelle indagini, il programma adottò anche un modello produttivo sperimentale. Questo modello integrò i tecnici della Rai nella redazione, permettendo agli operatori, ai montatori, ai fonici e agli elettricisti di partecipare attivamente alla produzione dell'inchiesta.
Le inchieste di "Cronaca" coprivano una vasta gamma di tematiche sociali, tra cui le lotte operaie, i movimenti studenteschi, i diritti delle donne, le condizioni negli ospedali psichiatrici e altre questioni rilevanti dell'epoca. Ogni inchiesta veniva realizzata in collaborazione con gruppi di attivisti, sindacalisti, lavoratori e altri protagonisti delle realtà sociali indagate. 

## Impatto Culturale
Il programma "Cronaca" ebbe un impatto significativo sulla cultura televisiva italiana degli anni '70 e '80. Contribuì a sensibilizzare il pubblico su questioni sociali cruciali e promosse una maggiore partecipazione civica e politica. Le inchieste di "Cronaca" generarono spesso dibattiti pubblici e polemiche, contribuendo alla formazione di una coscienza critica nella società italiana dell'epoca.

## Eredità
Nonostante la sua cessazione, il programma "Cronaca" rimane un punto di riferimento importante nella storia della televisione italiana. Le sue inchieste sono ancora considerate un esempio di giornalismo d'inchiesta sociale di alta qualità e rimangono oggetto di studio e discussione nelle università e negli ambienti accademici.

## I Corsi di Aggiornamento di Articolo 21
In occasione del cinquantesimo anniversario della prima messa in onda di "Cronaca", Articolo 21 ha organizzato due corsi di aggiornamento per l'Ordine Nazionale dei Giornalisti. Questi corsi hanno offerto ai partecipanti l'opportunità di approfondire la storia e le inchieste del programma "Cronaca" attraverso le testimonianze dei relatori coinvolti e la visione delle inchieste stesse.
Durante i corsi, i giornalisti iscritti hanno avuto l'opportunità di visionare online sei inchieste della rubrica "Cronaca": è stata offerta loro un'ulteriore comprensione delle tematiche trattate nel programma originale e l'opportunità di analizzare le strategie investigative adottate.